# Episodi di Il commissario Köster (settima stagione)
La settima stagione della serie televisiva Il commissario Köster è stata trasmessa in prima visione negli Germania da ZDF dal 18 febbraio 1983. 
| n. | Titolo originale          | Titolo italiano              | Prima TV Germania | Prima TV Italia |
| -- | ------------------------- | ---------------------------- | ----------------- | --------------- |
| 1  | Spuren eines Unsichtbaren | Tracce di un uomo            | 18 febbraio 1983  |                 |
| 2  | Kalt wie Diamant          | Freddo come il diamante      | 18 marzo 1983     |                 |
| 3  | Der vierte Mann           | Il quarto uomo               | 26 aprile 1983    |                 |
| 4  | Der Tote im Wagen         | Il morto nel parcheggio      | 20 maggio 1983    |                 |
| 5  | Auf Leben und Tod         | Questione di vita o di morte | 3 giugno 1983     |                 |
| 6  | Liebe hat ihren Preis     | L'amore ha il suo prezzo     | 9 settembre 1983  |                 |
| 7  | Kahlschlag                | Evasione tragica             | 30 settembre 1983 |                 |
| 8  | Freundschaftsdienst       | Un piacere da amico          | 28 ottobre 1983   |                 |
| 9  | Umsonst ist der Tod       | Nessuno fa niente per niente | 25 novembre 1983  |                 |
| 10 | Explosion aus dem Dunkeln | Esplosione nel buio          | 16 dicembre 1983  |                 |

## Tracce di un uomo
- Titolo originale: Spuren eines Unsichtbaren
- Diretto da: Dietrich Haugk
- Scritto da: Detlef Müller
- Interpreti: Siegfried Lowitz - Erwin Köster, Michael Ande - Heymann, Jan Hendriks - Martin Brenner, Henning Schlüter - Millinger, Wolfgang Zerlett - Meyer Zwo, Doris Schade - Inge Dobling, Karl Heinz Vosgerau - Theo Kundler, Hans Helmut Dickow - Armin Dobling, Helmut Zhuber - Peter Dobling, Eva Christian - Frau Kundler, Gundy Grand - Fotografa, Barbara Kutzer - vicina, Doris Arden, Hansi Thoms, Heini Göbel

### Trama
Un uomo esce di casa congedandosi dalla moglie. Non rientra più a casa e iniziano le ricerche. Apparentemente è in fuga, ma in realtà una messinscena ordita dal suo principale.

### Colonna sonora
- Anton Bruckner, Sinfonia n. 1

## Freddo come il diamante
- Titolo originale: Kalt wie Diamant
- Diretto da: Theodor Grädler
- Scritto da: Volker Vogeler
- Interpreti: Siegfried Lowitz - Erwin Köster, Michael Ande - Heymann, Jan Hendriks - Martin Brenner, Henning Schlüter - Millinger, Wolfgang Zerlett - Meyer Zwo, Gustl Halenke - Gisela Bogdan, Doris Kunstmann - Verena Klahn, Thekla Carola Wied - Carola Stephan, Erich Hallhuber - Wolfgang Aust, Raimund Harmstorf - Harry A. Schneider, Dirk Galuba - Werner Klahn, Volker Vogeler - Willy Rostow, Rose Renée Roth - Rosa Bansch, Lisa Helwig - Katharina Bansch, Karl-Heinz von Liebezeit, Karl-Heinz Thomas

### Trama
Il commissario indaga su una rapina a mano armata in una gioielleria.

### Colonna sonora
- Frank Duval, Break

## Il quarto uomo
- Titolo originale: Der vierte Mann
- Diretto da: Günter Gräwert
- Scritto da: Volker Vogeler
- Interpreti: Siegfried Lowitz - Erwin Köster, Michael Ande - Heymann, Jan Hendriks - Martin Brenner, Henning Schlüter - Millinger, Wolfgang Zerlett - Meyer Zwo, Werner Pochath - Rainer Hof, Reinhard Kolldehoff - Walter Kurt, Wolfgang Kieling - Helmut Schäffert, Robert Meyer - Horst Ballfanz, Paul Albert Krumm - Karl Behrend, Diether Krebs - Hans Kurt, Rolf Castell - Leitner, Hans-Dieter Asner - Staatsanwalt, Jürgen Schmidt - Peter Schuster, Nikolas Lansky, Klaus Münster

### Trama
Un uomo esce dal carcere e viene utilizzato per prelevare il riscatto, in una valigetta, richiesto per il rapimento di un uomo. L'ex componente della banda viene ucciso da uno sconosciuto. Inizia la caccia ai complici.

## Il morto nel parcheggio
- Titolo originale: Der Tote im Wagen
- Diretto da: Theodor Grädler
- Scritto da: Detlef Müller
- Interpreti: Siegfried Lowitz - Erwin Köster, Michael Ande - Heymann, Jan Hendriks - Martin Brenner, Henning Schlüter - Millinger, Wolfgang Zerlett - Meyer Zwo, Inge Birkmann - Tilla Malven, Mathieu Carrière - John Malven, Richard Münch - Dr. Dannhaus, Mijou Kovacs - Yvonne Dannhaus, Bernd Herzsprung - Roman Dannhaus, Johanna Hofer - Liselotte Badura, Konrad Georg - avvocato Martin, Helma Seitz - segretaria, Alf Marholm - Leo Porgott, Angela Hillebrecht - segretaria, Andrea Rosenberg - Hanne Friedrichs, Wolf Richards - Unger, Hansi Thoms, Ulli Kinalzik

### Trama
Una anziana ex attrice viene invitata ad una serata con il figlio. La donna, con problemi di alcol, lascia la festa e recandosi al parcheggio della villa in attesa di un taxi, vede un uomo morto in auto.

### Colonna sonora
- Antonín Dvořák, Concerto per violoncello e orchestra n. 2

## Questione di vita o di morte
- Titolo originale: Auf Leben und Tod
- Diretto da: Günter Gräwert
- Scritto da: Volker Vogeler
- Interpreti: Siegfried Lowitz - Erwin Köster, Michael Ande - Heymann, Jan Hendriks - Martin Brenner, Henning Schlüter - Millinger, Wolfgang Zerlett - Meyer Zwo, Thomas Holtzmann - Ulf Bärmann, Lisa Kreuzer - Marianne Langner, Thomas Bachinger - Thomas Langner, Andreas Klein - Felix Langner, Curt Bois - Karl Brunner, Michael Gahr - Helmut Wegner, Holger Petzold - Manfred Bastian, Kurt Buecheler - Herr Schöhler

### Trama
Viene ritrovato il cadavere di un uomo, disoccupato, con la famiglia che vive a poca distanza. Il commissario Koester indagando contatta il vecchio datore di lavoro, scoprendo che la moglie di questi è stata rapita.

## L'amore ha il suo prezzo
- Titolo originale: Liebe hat ihren Preis
- Diretto da: Theodor Grädler
- Scritto da: Detlef Müller
- Interpreti: Siegfried Lowitz - Erwin Köster, Michael Ande - Heymann, Jan Hendriks - Martin Brenner, Horst Buchholz - Wolf Daniel, Alwy Becker - Herta Daniel, Ute Christensen - Doris Kühn, Lotte Ledl - Barbara Wertham, Paul Hoffmann - Dr. Krone, Peter Dirschauer - Heinz Dengler

### Trama
Una ricca collezionista d'arte viene uccisa con colpi di pistola in casa sua subito dopo aver preso parte ad un'asta d'arte. I sospetti ricadono sul marito.

### Colonna sonora
- Wolfgang Amadeus Mozart, Concerto per violino e orchestra n. 3

## Evasione tragica
- Titolo originale: Kahlschlag
- Diretto da: Günter Gräwert
- Scritto da: Volker Vogeler
- Interpreti: Siegfried Lowitz - Erwin Köster, Michael Ande - Heymann, Jan Hendriks - Martin Brenner, Pierre Franckh - Peter Salten, Edwin Marian - Slavko Lampic, Dieter Prochnow - Peter Kupas, Hans Häckermann - Martin Bernhard, Hans Georg Panczak - Benno, Peer Augustinski - Walter Kurz, Manfred Seipold - Borstel, Jan Meyer - Waldner, Wilfried Klaus - Anstaltsleiter Borchert, Sabi Dorr - Karel Lampic, Käte Jaenicke - Putze Vollmer, Christian Dorn, Peter Bertram, Joachim Höppner, Gernot Möhner

### Trama
Quattro carcerati appartenenti a una banda vengono fatti fuggire durante l'ora d'aria. Uno dei quattro viene ritrovato morto subito dopo, ucciso dalle stesse persone che lo hanno aiutato a fuggire.

## Un piacere da amico
- Titolo originale: Freundschaftsdienst
- Diretto da: Theodor Grädler
- Scritto da: Detlef Müller
- Interpreti: Siegfried Lowitz - Erwin Köster, Michael Ande - Heymann, Jan Hendriks - Martin Brenner, Henning Schlüter - Millinger, Wolfgang Zerlett - Meyer Zwo, Ursula Lingen - Helga Bertram, Rolf Henniger - Eberhard Bertram, Dieter Schidor - Klaus Bertram, Irina Wanka - Agnes Bertram, Wolfgang Müller - Christoph Bessler, Claudia Butenuth - Gisela Treptow

### Trama
Un uomo viene ucciso colposamente, in casa sua mentre fa la doccia, da madre e figlia Bertram. Il figlio Bertram vuole aiutare madre e sorella e fa sparire il corpo con l'aiuto di un amico.

## Nessuno fa niente per niente
- Titolo originale: Umsonst ist der Tod
- Diretto da: Günter Gräwert
- Scritto da: Volker Vogeler
- Interpreti: Siegfried Lowitz - Erwin Köster, Michael Ande - Heymann, Jan Hendriks - Martin Brenner, Henning Schlüter - Millinger, Wolfgang Zerlett - Meyer Zwo, Peer Augustinski - Peter Wiegand, Peter Bongartz - Georg Berton, Dora Borkoff - Petra Wiegand, Ferdinand Dux - Walter Weingartner, Paul Albert Krumm - Manfred Garden, Erland Erlandsen - dentista, Henry Stolow - fratello, Ilse Künkele - Frau Beil, Ulf Söhmisch - medico legale, Wulf Schmid Noerr

### Trama
Una donna viene uccisa da un killer in un parcheggio multipiano. Il marito sembra essere il mandante.

## Esplosione nel buio
- Titolo originale: Explosion aus dem Dunkeln
- Diretto da: Theodor Grädler
- Scritto da: Detlef Müller
- Interpreti: Siegfried Lowitz - Erwin Köster, Michael Ande - Heymann, Jan Hendriks - Martin Brenner, Henning Schlüter - Millinger, Wolfgang Zerlett - Meyer Zwo, Udo Vioff - Udo Wilsamer, Johanna von Koczian - Karla Korbing, Thekla Carola Wied - Helen Korbing, Peter Lühr - Prof. Korbing, Til Erwig - Dr. Tönjes, Hannes Kaetner - Erwin Hossak, Raimund Czapla - Dieter Hossak, Anton Feichtner, Egbert Greifeneder

### Trama
Il commissario indaga su un evento serale, uno sparo nel buio. L'autore dello sparo lascia il luogo del misfatto a bordo di una Opel gialla.

### Colonna sonora
- Johannes Brahms, Concerto per violino op. 77
- Robert Schumann, Concerto per pianoforte e orchestra in la minore, Op. 54